# Liste der Kulturgüter in Muotathal
Die Liste der Kulturgüter in Muotathal enthält alle Objekte in der Gemeinde Muotathal im Kanton Schwyz, die gemäss der Haager Konvention zum Schutz von Kulturgut bei bewaffneten Konflikten, dem Bundesgesetz vom 20. Juni 2014 über den Schutz der Kulturgüter bei bewaffneten Konflikten sowie der Verordnung vom 29. Oktober 2014 über den Schutz der Kulturgüter bei bewaffneten Konflikten unter Schutz stehen.
Objekte der Kategorien A und B sind vollständig in der Liste enthalten, Objekte der Kategorie C fehlen zurzeit (Stand: 1. Januar 2023). Unter übrige Baudenkmäler sind zusätzliche Objekte zu finden, die gemäss Angaben des kantonalen Denkmalschutzes als geschützte Denkmäler eingestuft wurden und nicht bereits in der Liste der Kulturgüter enthalten sind.

## Kulturgüter
| Foto |                                                                                                  | Objekt                                                               | Kat. | Typ | Standort                                  | Beschreibung |
| ---- | ------------------------------------------------------------------------------------------------ | -------------------------------------------------------------------- | ---- | --- | ----------------------------------------- | ------------ |
| ja   | Datei hochladen · Wikidata zu Frauenkloster St. Josef (Q29881769)                                | Frauenkloster St. Josef KGS-Nr.: 04831                               | A    | G   | Kloster St. Josef 1–2 700800 / 203589     |              |
| ja   | Datei hochladen · Wikidata zu Katholische Pfarrkirche St. Sigismund und Walpurga (Q29525539)     | Katholische Pfarrkirche St. Sigismund und Walpurga KGS-Nr.: 04833    | A    | G   | Wil 37a 700540 / 203769                   |              |
| BW   | Datei hochladen · Wikidata zu Berglibalm, mesolithisches Jägerlager (Q123110248)                 | Berglibalm, mesolithisches Jägerlager KGS-Nr.: 16514                 | A    | F   | 706760 / 198680                           |              |
| BW   | Datei hochladen · Wikidata zu Spilblätz, hoch- und spätmittelalterliche Alpwüstung (Q123110534)  | Spilblätz, hoch- und spätmittelalterliche Alpwüstung KGS-Nr.: 16515  | A    | F   | Spilblätz 711860 / 199450                 |              |
| BW   | Datei hochladen · Wikidata zu Wil, mittelalterliche Kirche und Friedhof (Q123110888)             | Wil, mittelalterliche Kirche und Friedhof KGS-Nr.: 16516             | A    | F   | Wil 700450 / 203800                       |              |
| BW   | Datei hochladen · Wikidata zu Führungsbunker Selgis A 7444 (Wandbilder) (Q29881771)              | Führungsbunker Selgis A 7444 (Wandbilder) KGS-Nr.: 04832             | B    | G   | Grünenwald 695131 / 205340                |              |
| BW   | Datei hochladen · Wikidata zu Chalbertal / Äbnenmatt, mittelalterliche Alpwüstungen (Q123111183) | Chalbertal / Äbnenmatt, mittelalterliche Alpwüstungen KGS-Nr.: 09671 | B    | F   | Chalbertal / Äbnenmatt 707350 / 202529    |              |
| ja   | Datei hochladen · Wikidata zu Kapelle Kerchel (Q29881785)                                        | Kapelle Kerchel KGS-Nr.: 10200                                       | B    | G   | Wil 27a 700429 / 203792                   |              |
| ja   | Datei hochladen · Wikidata zu Haus (Gasthaus Hirschen) (Q29881779)                               | Haus (Gasthaus Hirschen) KGS-Nr.: 10201                              | B    | G   | Wil 35 700476 / 203796                    |              |
| ja   | Datei hochladen · Wikidata zu Haus (Q29881773)                                                   | Haus KGS-Nr.: 10202                                                  | B    | G   | Wil 37 700498 / 203792                    |              |
| ja   | Datei hochladen · Wikidata zu Pfarrhaus (Q29881788)                                              | Pfarrhaus KGS-Nr.: 10205                                             | B    | G   | Wil 27 700409 / 203776                    |              |
| ja   | Datei hochladen · Wikidata zu Haus Niedermatt (Q29881780)                                        | Haus Niedermatt KGS-Nr.: 12760                                       | B    | G   | Ried, Kleinhaus 696920 / 204839           |              |
| ja   | Datei hochladen · Wikidata zu Schwyzerhaus (Q29881781)                                           | Haus KGS-Nr.: 12891                                                  | B    | G   | Hinterthal, Hoftrog 1 701070 / 203679     |              |
| BW   | Datei hochladen · Wikidata zu Haus (Q29881783)                                                   | Haus KGS-Nr.: 12892                                                  | B    | G   | Ried, Boden 1 698307 / 204135             |              |
| ja   | Datei hochladen · Wikidata zu Kirche Herz-Jesu (Q29881786)                                       | Kirche Herz-Jesu KGS-Nr.: 12893                                      | B    | G   | Bisisthal, Dürrenboden 1a 706040 / 200140 |              |
| BW   | Datei hochladen · Wikidata zu Ahaburg, mittelalterliche Wehranlage / Turmburg (Q123117475)       | Ahaburg, mittelalterliche Wehranlage / Turmburg KGS-Nr.: 16813       | B    | F   | Aport 701325 / 203450                     |              |

## Übrige Baudenkmäler
| ID     | Foto |                                                         | Objekt                                            | Typ | Standort                                         | Beschreibung |
| ------ | ---- | ------------------------------------------------------- | ------------------------------------------------- | --- | ------------------------------------------------ | ------------ |
| 04.006 | ja   | Datei hochladen · Wikidata zu Sigristenhaus (Q29881791) | Sigristenhaus                                     | G   | Wil 29 700410 / 203800                           |              |
| 04.008 | ja   | Datei hochladen · Wikidata zu Giebelhaus (Q29881775)    | Giebelhaus                                        | G   | Wil 41 700590 / 203745                           |              |
| 04.009 | ja   | Datei hochladen                                         | Haus                                              | G   | Lustnau 2 698758 / 203616                        |              |
| 04.010 | ja   | Datei hochladen                                         | Tätschdachhaus                                    | G   | Ried, Tristel 2 698330 / 204039                  |              |
| 04.011 | ja   | Datei hochladen                                         | Tätschdachhaus                                    | G   | Ried, Tristel 4 698350 / 204054                  |              |
| 04.013 | ja   | Datei hochladen                                         | Haus                                              | G   | Ried, Husmattli 697310 / 204759                  |              |
| 04.014 | ja   | Datei hochladen                                         | Kirche Johannes der Täufer                        | G   | Ried, Kapellmatt 12 697000 / 204719              |              |
| 04.015 | ja   | Datei hochladen                                         | Kaplanei                                          | G   | Ried, Kaplanenhaus 696962 / 204822               |              |
| 04.017 | ja   | Datei hochladen                                         | Gibelhaus                                         | G   | Ried, Gwerd 3 696634 / 204899                    |              |
| 04.018 | ja   | Datei hochladen                                         | Tätschdachhaus                                    | G   | Ried, Gwerd 1 696581 / 204915                    |              |
| 04.019 | ja   | Datei hochladen                                         | Tätschdachhaus                                    | G   | Ried, Mühlestuden 29 696482 / 204991             |              |
| 04.020 | ja   | Datei hochladen                                         | Haus                                              | G   | Ried, Büöl 2 696229 / 205123                     |              |
| 04.021 | ja   | Datei hochladen                                         | Haus                                              | G   | Ried, Büöl 1 696196 / 205117                     |              |
| 04.022 | ja   | Datei hochladen                                         | Altes Schulhaus                                   | G   | Wil 4 700361 / 203675                            |              |
| 04.023 | ja   | Datei hochladen                                         | Kleiderbügelfabrik (ehemaliges Hotel des Grottes) | G   | Hauptstrasse 7 700090 / 203565                   |              |
| 04.024 | ja   | Datei hochladen                                         | Tätschdachhaus                                    | G   | Oberschachen, Hauptstrasse 74–76 700621 / 203246 |              |
| 04.025 | ja   | Datei hochladen                                         | Tätschdachhaus                                    | G   | Oberschachen, Hauptstrasse 78 700620 / 203173    |              |
| 04.026 | ja   | Datei hochladen                                         | Haus                                              | G   | Oberschachen, Hauptstrasse 90 700817 / 203147    |              |
| 04.029 | ja   | Datei hochladen                                         | Haus                                              | G   | Hinterthal, Hoftrog 7 701208 / 203676            |              |
| 04.030 | ja   | Datei hochladen                                         | Haus                                              | G   | Hinterthal, Hoftrog 5 701188 / 203685            |              |
| 04.031 | ja   | Datei hochladen                                         | Schwyzer Bauernhaus                               | G   | Hinterthal, Obermattli 701460 / 203819           |              |
| 04.032 | ja   | Datei hochladen                                         | Kapelle St. Maria                                 | G   | Wyden, Baumgarten 2 701561 / 203373              |              |
| 04.033 | ja   | Datei hochladen                                         | Schwyzer Haus                                     | G   | Hinterthal, Huob 701695 / 203500                 |              |
| 04.034 | BW   | Datei hochladen                                         | Haus                                              | G   | Gigern 702110 / 203930                           |              |
| 04.035 | ja   | Datei hochladen                                         | Haus (Kleinotteli)                                | G   | Stalden 17 702350 / 203839                       |              |
| 04.036 | ja   | Datei hochladen                                         | Tätschdachhaus                                    | G   | Stalden 19, "Ratsherren" 702400 / 203839         |              |
| 04.037 | ja   | Datei hochladen                                         | Tätschdachhaus                                    | G   | Stalden 23 702430 / 203849                       |              |
| 04.038 | ja   | Datei hochladen                                         | Kapelle Herrgottstutz                             | G   | Bisisthal, Balm 40.10 703280 / 202813            |              |
| 04.040 | ja   | Datei hochladen                                         | Kapelle Maria Immerhilf                           | G   | Schwarzenbach 1a 706304 / 199562                 |              |
| 04.041 | ja   | Datei hochladen                                         | Haus                                              | G   | Wil 33 700450 / 203779                           |              |
| 04.042 | ja   | Datei hochladen                                         | Tätschdachhaus                                    | G   | Aport 4 701383 / 203525                          |              |
| 04.043 | ja   | Datei hochladen · Wikidata zu Haus (Q29881777)          | Haus                                              | G   | Wil 6 700442 / 203754                            |              |
| 04.045 | BW   | Datei hochladen                                         | Haus                                              | G   | Büchsenen 699410 / 203275                        |              |
| 04.052 | BW   | Datei hochladen                                         | Haus                                              | G   | Tristel 6 698517 / 204087                        |              |
| 04.054 | ja   | Datei hochladen                                         | Haus                                              | G   | Ried, Maienen 4 697258 / 204667                  |              |
| 04.061 | ja   | Datei hochladen                                         | Haus                                              | G   | Hauptstrasse 68 700585 / 203284                  |              |
| 04.077 | BW   | Datei hochladen                                         | Alphütte                                          | G   | Roggenloch 705750 / 204799                       |              |
| 04.078 | BW   | Datei hochladen                                         | Alphütte                                          | G   | Oberes Roggenloch 708075 / 204375                |              |

Legende: Siehe Legende der Liste der Kulturgüter von nationaler und regionaler Bedeutung. Anstelle der KGS-Nummer wird als Objekt-Identifikator (ID) die Nummer im Kantonalen Schutzinventar (KSI) verwendet.